# Румынский фронт (партия)
Румынский фронт (рум. Frontul Românesc) — румынская националистическая политическая партия, образованная 25 февраля 1935 бывшим лидером Национальной крестьянской партии Александру Вайда-Воеводом.

## История
Партия откололась от ранее существовавшей Национально-крестьянской партии, в которой состоял Александру Вайду-Воевод, трижды занимавший пост премьер-министра Румынии. Свои корни она черпает из времён существования второго и третьего правительств Вайду-Воевода, когда в стране начался стремительный рост антисемитских настроений и зазвучали призывы изгнать из правительства лиц, имеющих еврейское происхождение (в антисемитской агитации тогда особенно преуспела Железная гвардия). Формальным поводом стало назначение Георге Тэтэреску премьер-министром страны.
Румынский фронт был построен на основе прямого подчинения решениям Вайду-Воевода. Он выступал за то, чтобы в экономике, обществе и политике ключевую роль играло именно коренное население Румынии — так называемое «валашское большинство». Особенностью идеологии фронта было то, что в каждом предприятии и каждой партии процент этнических румын в составе руководства должен был строго соответствовать проценту этнических румын во всей стране (по переписи населения 1930 года в стране насчитывалось 71,9% румын). Неприятие подобной идеологии вынудило Вайду-Воевода покинуть Национальную крестьянскую партию.
Новосформированный фронт проявлял куда большие, чем его бывшие руководители, склонности к антисемитизму и фашизму. Однако антисемитские законы, принятые румынским правительством, вовсе не сыграли на руку фронту: правительство стремилось подавить радикальное движение. Фронт стремился набрать популярность среди народа, призывая изгнать евреев из средств массовой информации, обвиняя их в мошенничестве и устраивая традиционный кровавый навет.
30 марта 1938 король Румынии Кароль II запретил деятельность фронта, и тот фактически влился во Фронт национального возрождения. Во время Второй мировой войны Румынский фронт активно поддерживал нацистскую Германию, однако это не привело к его восстановлению. В 1944 году его деятельности окончательно был положен конец после выхода Румынии из блока Оси и послевоенных расправ с его членами со стороны коммунистических властей.